# Jeanne de Tignonville
Jeanne de Tignonville, född 1555, död 1596, var en fransk adelskvinna. Hon är känd som mätress till kung Henrik IV av Frankrike mellan 1579 och 1581. 
Hon spelades av Eva Grimaldi i Jean-Charles Tacchellas film Dames Galantes (1990).